# Um die Welt mit Willy Fog
Um die Welt mit Willy Fog (span.: La vuelta al mundo de Willy Fog; jap.: アニメ80日間世界一周 Anime Hachijū Nichikan Sekai Isshū) ist eine von BRB Internacional 1981 produzierte und von Nippon Animation animierte Zeichentrickserie mit 26 Folgen, die auf dem Roman Reise um die Erde in 80 Tagen von Jules Verne basiert. Im Gegensatz zur Romanvorlage werden die Charaktere hier aber von Tieren verkörpert. Die Serie wurde mit Willy Fog 2 (Mit Willy Fog zum Mittelpunkt der Erde und Willy Fog auf den Spuren der Nautilus) fortgesetzt.

## Handlung
Der englische Geschäftsmann Willy Fog wettet mit dem unfreundlichen Bankier Sullivan und drei weiteren Mitgliedern eines Gentleman-Klubs um 20.000 britische Pfund, die Hälfte seines Vermögens, dass er die Welt in 80 Tagen umrunden kann und exakt vor Ablauf der Frist am 21. Dezember 1872 um 20:45 Uhr wieder in dem Londoner Klub ankommt. Dabei sollen ihn sein treuer Diener Rigodon und dessen Freund Tico begleiten. Aber natürlich verläuft nicht alles so reibungslos, vor allem da Sullivan über seinen Gehilfen Transfer dem Schicksal etwas nachhelfen will, damit Willy Fog seine Wette verliert. Auch Inspektor Dix und dessen Gehilfe Bully machen Willy Fog das Leben schwer, denn sie wollen ihn verhaften, da sie ihn fälschlicherweise für einen Bankräuber halten und verlassen dafür sogar mit ihm den europäischen Kontinent von Brindisi aus und folgen Fog weiter durch den neu erbauten Suez-Kanal. Von Bombay aus über Puranpur muss die Reisegruppe erkennen, das die Strecke nach Allahabad noch nicht ausgebaut ist und stattdessen mitten im Urwald endet. Ein Mahut wird von Transfer niedergestreckt und die Reisenden reiten nun auf einem Elefanten durch den Dschungel. Nachdem Transfer in einer Nacht verschwindet, können Willy Fog und seine Freunde eine indische Prinzessin vor dem Scheiterhaufen retten (s. Witwenverbrennung) und reiten mit ihr nach Allahabad. Die Prinzessin will die Gruppe begleiten, da sie Verwandte in Singapur hat. Zunächst müssen sie, in Kalkutta jedoch vor Gericht, da Tico und Rigodon am Tempel in Indien unwissentlich die Gesetze in Bezug auf den Umgang mit einer heiligen Kuh missachtet haben. Willy Fog stellt jedoch die Kaution und sie können gemeinsam weiterreisen. In Singapur wird ihnen mitgeteilt, dass Prinzessin Romys Verwandte bereits verstorben sind. Sie nimmt Willy Fogs Angebot an, fortan mit ihm, Rigodon und Tico in London zu leben. Durch eine List von Transfer werden Rigodon und Tico von Willy Fog und Prinzessin Romy getrennt und reisen auf verschiedenen Schiffen Richtung Japan. Die beiden Freunde bekommen in Yokohama in einem Zirkus eine Anstellung als Akrobaten. Auf der Suche nach ihnen besuchen Willy Fog und Prinzessin Romy den Zirkus und gemeinsam gelangen sie, mithilfe eines Piraten auf das Dampfschiff General Grant, um dann weiter nach Hawaii zu fahren. Sie müssen sich mit der Strömung nach Tijuana steuern lassen und um nicht zwei Wochen zu verlieren, kauft Fog eine neue Erfindung- einen Heißluftballon, mit diesem gelingt es ihm nach San Francisco zu fliegen. Mit dem Union Pacific Railroad (Zug), gelingt es Willy Fog trotz Transfers Eingreifen (u. a. eine Bison-Herde und das Ansägen einer Brücke) und durch Angriffe von Indianern bis zum Fort Phil Kearny, einer kleinen Haltestelle zu fahren. Hiervon geht es mit einer Eisenbahn-Draisine und einer Postkutsche nach Omaha und dann mit dem Zug nach Chicago, wobei die Abfahrt sich durch einen Schneesturm verzögert. Sie gelangen zu einer ausgebrannten Stadt (siehe: Großer Brand von Chicago) und mit einem Segelschlitten zum zugefrorenen Michigansee. Ein Ortsschild zeigt die Stadt Detroit auf, bis sie schließlich die Niagarafälle überqueren müssen und in Buffalo ihr Schiff nach Liverpool verpassen. Sie gehen über den Broadway und nach vielen Anläufen nimmt sie Kapitän Speedy auf sein Schiff auf, welches jedoch Richtung Bordeaux ausläuft. Transfer hat sich als Schiffskoch eingeschleust und den Kapitän unabsichtlich vergiftet (er wollte Fog vergiften). Dadurch bekommt Willy Fog die Befehlsgewalt über das Schiff „Henrietta“. So gelingt es ihm schließlich die Reise bis Liverpool fortzusetzen.
Am Ende gelingt es Willy Fog dennoch, nach 80 Tagen unter Einsatz seines gesamten Vermögens in Liverpool anzukommen, wo er jedoch von Dix und Bully festgenommen wird. Dies kostet ihn genug Zeit, dass er den Zug nach London verpasst. Er kann sich noch die Reise auf einem Güterzug sichern, kommt aber fünf Minuten zu spät in London an. Am folgenden Tag beschließen er und die auf seiner Reise gerettete Prinzessin Romy ihre Hochzeit. Dabei erfährt sein Diener Rigodon von einem Reverend, dass Fog tatsächlich bereits am 20. Dezember angekommen war. Unabhängig davon wird auch Fog klar, dass er bei der Reise nach Osten bei jedem Längengrad vier Minuten Zeit gewonnen hat, insgesamt also einen ganzen Tag. Es gelingt ihm so, dennoch rechtzeitig in dem Klub anzukommen und die Wette zu gewinnen. Die Geschichte endet mit der Heirat zwischen Fog und Prinzessin Romy am 22. Dezember.

## Hauptcharaktere
Die Serienfiguren sind anthropomorphe Tiere.
- Willy Fog (Löwe): Willy Fog ist ein englischer Gentleman, dem die Höflichkeit über alles geht. Obwohl er alles daran setzt, seine Wette zu gewinnen, vergisst er jedoch nie die wesentlichen Dinge im Leben wie z. B. seine Freunde.
- Rigodon (Kater) und Tico (Hamster): Zwei unzertrennliche Freunde, die Willy Fog mehr als einmal eine große Hilfe auf der Reise sind. Rigodon wird in der ersten Folge als Butler von Willy Fog eingestellt. Zuvor war er ein Zirkusakrobat. Tico erhält von zwei Archäologen eine alte Sonnenuhr geschenkt, die unseren Freunden manchmal aus der Gefahr hilft.
- Prinzessin Romy (Katze): Die Prinzessin sollte im indischen Dschungel nach dem Tod ihres Ehemannes verbrannt werden (Witwenverbrennung), doch Willy Fog konnte sie retten. Seither gehört ihm ihr Herz.
- Transfer (Fuchs): Dieser Verbrecher wurde von Sullivan angeheuert, um Willy Fog am Einhalten der Frist zu hindern. Wie sein Name vermuten lässt, ist Transfer ein Meister der Verkleidung. Durch das häufige Aufleuchten seines linken Auges erkennt ihn jedoch zumindest der Zuschauer.
- Inspektor Dix (Hund): Aufgrund eines Missverständnisses denkt der Polizist von Scotland Yard, Willy Fog wäre ein Bankräuber und verfolgt ihn mit seinem Assistenten Bully.
- Bully (Bulldogge): Assistent von Inspektor Dix.

## Nebencharaktere
- Mr. Sullivan (Wolf): Er ist der Kopf der Bank von England und der Rivale von Fog im Reform Club.

- Ralph (Eichhörnchen): Ein junger Reporter, der auf der Seite Willy Fogs für seine Zeitung schreibt.

- Brigadier Corn (Hirsch): Er ist Mitglied der britischen Armee, stationiert in Indien. Er reist gemeinsam mit Fog durch Indien.

- General Grant (Bär): Kapitän eines Dampfschiffes, welches Willy Fog von Yokohama aus mitnimmt.

- Lord Guinness (Ziege): Er ist das älteste Mitglied des Reformclubs. Er sitzt im Rollstuhl und kann auch daher nicht auf Willy Fogs Expedition mit. Doch er unterstützt ihn, auch gegen andere und steht für Fogs Partei.

- Priester Wilson (Bernhardiner): Er traut Willy Fog und die Prinzessin und ist für die Westminster Cathedrale zuständig.

## Produktion und Veröffentlichungen
Die Serie wurde von Nippon Animation im Auftrag von BRB Internacional animiert. Das Drehbuch schrieb Ryūzō Nakanishi, nach der Vorlage von Jules Verne; Regie führten Fumio Kurokawa und Luis Ballester Bustos. Die Musik stammt in der japanischen Fassung von Shunsuke Kikuchi, in der spanischen und deutschen von Guido De Angelis und Maurizio De Angelis.
Der spanische Sender RTVE strahlte die Serie 1983 erstmals aus, die japanische Erstausstrahlung fand vom 10. Oktober 1987 bis zum 26. März 1988 statt. Die deutsche Fassung wurde zuerst 1989 auf Tele 5 gezeigt. In den 1980er/90er Jahren wurden die Folgen 1–6 und 17–19 auf Video veröffentlicht. 2003 wurden die ersten neun Folgen vom Label „Icestorm“ auf drei DVDs veröffentlicht. Aus rechtlichen Gründen fehlt dabei das Titellied. 2013 erschien in Spanien eine komplette DVD-Box inklusive deutscher Tonspur.
Es existieren unter anderem auch Übersetzungen ins Englische, Französische und Polnische. Außerdem sind die Serien (auch deutsche Fassung) auf dem Portal You-Tube abrufbar.
Das Titellied „Fog“ wurde von Guido & Maurizio De Angelis (besser bekannt als Oliver Onions) komponiert und im spanischen Original von der Gruppe Mocedades interpretiert. Die englische Fassung (welche mit der deutschen Fassung übereinstimmt) wurde von unbekannten Künstlern neu eingesungen. Bei den Nachfolgeserien (Mit Willy Fog zum Mittelpunkt der Erde und Willy Fog auf den Spuren der Nautilus) wurde das Titellied ins Deutsche übersetzt und eingesungen.

## Synchronisation
| Figur     | Spanischer Sprecher | Deutscher Sprecher |
| --------- | ------------------- | ------------------ |
| Willy Fog | Claudio Rodríguez   | Herbert Weicker    |
| Romy      | Gloria Camara       | Michaela Degen     |
| Tico      | Jose Moratalla      | Michael Habeck     |
| Rigodón   | Manuel Peiró        | Florian Halm       |
| Transfer  | Eduardo Jover       | Michael Rüth       |
| Sullivan  | Daniel Dicenta      | Holger Schwiers    |